# Artemisia tournefortiana
Artemisia tournefortiana là một loài thực vật có hoa trong họ Cúc. Loài này được Rchb. mô tả khoa học đầu tiên năm 1824.